# Anomala flavonotata
Anomala flavonotata är en skalbaggsart som beskrevs av Gilbert John Arrow 1912. Anomala flavonotata ingår i släktet Anomala och familjen Rutelidae. Inga underarter finns listade i Catalogue of Life.